# Ельцовка (Усть-Калманский район)
Ельцо́вка — село в Усть-Калманском районе Алтайского края России. Входит в состав Кабановского сельсовета.

## География
Село находится на реке Чарыш.
Климат
Климат резко континентальный, соответствует умеренно теплой климатической зоне. В январе средняя температура атмосферы — минус 17,7 °C, в июле — плюс 19,8 °C. Период без морозов составляет 120—130 дней в году. Годовое количество солнечных дней 250—260. Годовое количество осадков от 450 мм до 500 мм в год. Господствуют ветра юго-западного направления.
Расстояние до
- районного центра: Усть-Калманка 20 км.
- областного центра Барнаул 161 км.

Уличная сеть
В селе 2 улицы: Заречная и Центральная.
Ближайшие села
Новобураново 10 км, Усть-Камышенка 11 км, Кабаново 11 км, Новокалманка 11 км, Пономарёво 13 км, Новотроенка 15 км, Бураново 18 км, Западный 21 км, Степной 22 км, Усть-Ермилиха 22 км, Чарышское 23 км, Огни 24 км, Восточный 24 км Новый Чарыш 27 км.

## История
Основано в 1904 г. В 1928 г. состояло из 152 хозяйств, основное население — русские. В административном отношении являлось центром Ельцовского сельсовета Покровского района Рубцовского округа Сибирского края.
До 1935 года село входило в состав Покровского района Западно-Сибирского края, затем перешло в территориальное подчинение Краснощековского района (Постановление ВЦИК от 18.01.35 г.), а с февраля 1935 года оно входит в состав Усть-Калманского района (Постановление Президиума ЗС КИК № 221 от 23.02.35).
Ельцовский сельсовет в 1959 году был разделён: часть территорий отошла к Кабановскому, другая — к Бурановскому сельсовету, который стал именоваться Новобурановским сельсоветом (Реш. АКИК № 167 от 17.03.59).
В начале XX века заселок Ельцовский упоминается в Справочной книге по Томской епархии за 1909—1910 годы. Поселение относилось к Кабановскому приходу. В населённом пункте в 1904 году была построена церковь Святителя и Чудотворца Николая, в 1909 году было закончено строительство молитвенного дома.

## Население
| 1926 | 1997 | 1998 | 1999 | 2000 | 2001 | 2002 |
| ---- | ---- | ---- | ---- | ---- | ---- | ---- |
| 964  | ↘317 | ↘308 | ↘305 | ↘303 | ↘302 | ↘256 |
| 2003 | 2004 | 2005 | 2006 | 2007 | 2008 | 2009 |
| ↘252 | ↘243 | ↘234 | ↗239 | ↗240 | ↘214 | ↘212 |
| 2010 | 2011 | 2012 | 2013 |      |      |      |
| ↘196 | ↘192 | ↘191 | ↘190 |      |      |      |

## Инфраструктура
- ООО «Лес» — лесоводство и лесозаготовки, сбор дикорастущих и недревесных лесопродуктов, торговля лесопродуктами.
- МКОУ «Начальная общеобразовательная школа».
- Почта, магазин, ФАП[10].

Транспорт
По району проходит автодорога Алейск — Чарышское, а также сеть региональных автодорог. Автостанция в Усть-Калманке предоставляет услуги по перевозке пассажиров на 12 междугородных и пригородных маршрутах.
Ближайшая железнодорожная станция находится в городе Алейске, в 60 км от райцентра Усть-Калманка.